# Temporada 1973-74 de los Kansas City-Omaha Kings
La temporada 1973-74 fue la vigésimo sexta de los Kings en la NBA, y la segunda a caballo entre las ciudades de Kansas City y Omaha. La temporada regular acabó con 33 victorias y 49 derrotas, ocupando el séptimo puesto de la Conferencia Oeste, no logrando clasificarse para los playoffs.

## Elecciones en elDraft
| Ronda | Puesto | Jugador       | Posición  | Nacionalidad   | Universidad |
| ----- | ------ | ------------- | --------- | -------------- | ----------- |
| 1     | 7      | Ron Behagen   | Ala-Pívot | Estados Unidos | Minnesota   |
| 2     | 20     | Mike D'Antoni | Escolta   | Estados Unidos | Marshall    |
| 2     | 25     | Larry McNeill | Ala-Pívot | Estados Unidos | Marquette   |
| 5     | 76     | M.L. Carr     | Alero     | Estados Unidos | Guilford*   |

## Temporada regular
| División Medio Oeste    | División Medio Oeste | División Medio Oeste | División Medio Oeste | División Medio Oeste | División Medio Oeste | División Medio Oeste | División Medio Oeste | División Medio Oeste |
| Equipo                  | G                    | P                    | %                    | PD                   | Casa                 | Fuera                | Neutral              | Div                  |
| ----------------------- | -------------------- | -------------------- | -------------------- | -------------------- | -------------------- | -------------------- | -------------------- | -------------------- |
| y-Milwaukee Bucks       | 59                   | 23                   | .720                 | –                    | 31–7                 | 24–16                | 4–0                  | 14–6                 |
| x-Chicago Bulls         | 54                   | 28                   | .659                 | 5                    | 32–9                 | 21–19                | 1–0                  | 13–7                 |
| x-Detroit Pistons       | 52                   | 30                   | .634                 | 7                    | 29–12                | 23–17                | 0–1                  | 9–11                 |
| Kansas City–Omaha Kings | 33                   | 49                   | .402                 | 26                   | 20–21                | 13–28                | –                    | 4–16                 |

## Estadísticas
| Rk | Jugador        | Edad | P  | PT | MP   | TC  | TCI  | %TC  | TL  | TLI | %TL   | RO  | RD  | RT   | AS  | RB  | TAP | BP | FP  | PTS  |
| -- | -------------- | ---- | -- | -- | ---- | --- | ---- | ---- | --- | --- | ----- | --- | --- | ---- | --- | --- | --- | -- | --- | ---- |
| 1  | Jimmy Walker   | 29   | 72 |    | 40.6 | 8.0 | 17.1 | .468 | 3.8 | 4.6 | .822  | 0.5 | 2.3 | 2.8  | 4.2 | 1.1 | 0.1 |    | 2.3 | 19.8 |
| 2  | Sam Lacey      | 25   | 79 |    | 39.3 | 5.9 | 12.4 | .476 | 2.3 | 3.1 | .749  | 3.7 | 9.6 | 13.4 | 3.8 | 1.6 | 2.3 |    | 3.2 | 14.2 |
| 3  | Tiny Archibald | 25   | 35 |    | 36.3 | 6.3 | 14.1 | .451 | 4.9 | 6.0 | .820  | 0.6 | 1.8 | 2.4  | 7.6 | 1.6 | 0.2 |    | 2.2 | 17.6 |
| 4  | Matt Guokas    | 29   | 9  |    | 35.0 | 4.6 | 9.2  | .494 | 0.9 | 1.3 | .667  | 0.2 | 2.1 | 2.3  | 4.0 | 0.9 | 0.1 |    | 2.3 | 10.0 |
| 5  | Nate Williams  | 23   | 82 |    | 30.6 | 6.6 | 14.2 | .462 | 2.4 | 2.9 | .818  | 1.4 | 2.8 | 4.2  | 2.2 | 1.8 | 0.4 |    | 3.5 | 15.5 |
| 6  | Don Kojis      | 35   | 77 |    | 27.2 | 5.2 | 10.9 | .478 | 2.7 | 3.5 | .772  | 1.6 | 3.3 | 5.0  | 1.4 | 1.0 | 0.2 |    | 2.0 | 13.1 |
| 7  | Ron Behagen    | 23   | 80 |    | 25.7 | 4.5 | 10.3 | .432 | 2.0 | 2.7 | .764  | 2.4 | 4.7 | 7.1  | 1.7 | 0.7 | 0.5 |    | 3.6 | 11.0 |
| 8  | John Block     | 29   | 82 |    | 21.7 | 3.4 | 7.7  | .434 | 2.0 | 2.5 | .796  | 1.6 | 3.2 | 4.7  | 1.1 | 0.8 | 0.4 |    | 2.8 | 8.7  |
| 9  | Mike D'Antoni  | 22   | 52 |    | 19.0 | 2.1 | 5.1  | .402 | 0.6 | 0.9 | .702  | 0.5 | 1.3 | 1.8  | 2.4 | 1.4 | 0.3 |    | 2.2 | 4.8  |
| 10 | Howard Komives | 32   | 44 |    | 18.9 | 1.8 | 4.4  | .406 | 0.8 | 0.9 | .868  | 0.2 | 0.8 | 1.0  | 2.2 | 0.7 | 0.1 |    | 1.9 | 4.3  |
| 11 | Ron Riley      | 23   | 12 |    | 14.2 | 2.0 | 4.8  | .421 | 1.2 | 2.0 | .583  | 1.1 | 3.6 | 4.7  | 0.7 | 0.3 | 0.2 |    | 2.3 | 5.2  |
| 12 | Ken Durrett    | 25   | 45 |    | 10.3 | 1.9 | 3.9  | .489 | 0.9 | 1.5 | .609  | 0.6 | 1.1 | 1.7  | 0.4 | 0.3 | 0.1 |    | 1.5 | 4.8  |
| 13 | Otto Moore     | 27   | 65 |    | 9.7  | 1.4 | 2.6  | .515 | 0.5 | 0.8 | .648  | 0.9 | 2.2 | 3.1  | 0.7 | 0.2 | 0.5 |    | 1.0 | 3.2  |
| 14 | Larry McNeill  | 23   | 54 |    | 9.6  | 2.0 | 4.1  | .482 | 1.8 | 2.6 | .707  | 1.1 | 1.6 | 2.7  | 0.4 | 0.6 | 0.1 |    | 1.4 | 5.8  |
| 15 | Ted Manakas    | 22   | 5  |    | 9.0  | 0.8 | 2.0  | .400 | 0.8 | 0.8 | 1.000 | 0.0 | 0.6 | 0.6  | 0.4 | 0.2 | 0.0 |    | 0.8 | 2.4  |
| 16 | Mike Ratliff   | 22   | 2  |    | 2.0  | 0.0 | 0.0  |      | 0.0 | 0.0 |       | 0.0 | 0.0 | 0.0  | 0.0 | 0.0 | 0.0 |    | 0.0 | 0.0  |
| 17 | Justus Thigpen | 26   | 1  |    | 2.0  | 1.0 | 3.0  | .333 | 0.0 | 0.0 |       | 1.0 | 0.0 | 1.0  | 0.0 | 0.0 | 0.0 |    | 0.0 | 2.0  |

## Galardones y récords
| Jugador     | Galardón                            |
| Ron Behagen | Mejor quinteto de rookies de la NBA |